# الأكاديمية السلوفينية للعلوم والآداب
الأكاديمية السلوفينية للعلوم والآداب (بالإنجليزية: Slovenian Academy of Sciences and Arts)‏ هي أكاديمية وطنية، وأكاديمية علوم، تأسست في 1937، في سلوفينيا.